# Paweł Janas
Paweł Janas   (Pabianice, 4 de març de 1953) és un exfutbolista polonès de la dècada de 1980 i entrenador.
Fou 53 cops internacional amb la selecció polonesa amb la qual participà en la Copa del Món de Futbol de 1982.
Pel que fa a clubs, defensà els colors de Widzew Łódź, Legia Varsòvia i AJ Auxerre.
Un cop retirat ha estat entrenador a diversos clubs polonesos.